# Toceno
Toceno (piemontiul: Tsen) település Olaszországban. Lakosainak száma 724 fő (2023. január 1.). Toceno Craveggia és Santa Maria Maggiore községekkel határos.

## Népesség
A település népességének változása:
| Lakosok száma | 740  | 736  | 724  |
|               | 2017 | 2018 | 2023 |